# Carcelia vivida
Carcelia vivida är en tvåvingeart som först beskrevs av Jean-Baptiste Robineau-Desvoidy 1863.  Carcelia vivida ingår i släktet Carcelia och familjen parasitflugor.
Artens utbredningsområde är Frankrike. Inga underarter finns listade i Catalogue of Life.